# Borgiák (televíziós sorozat)
A Borgiák (angolul: The Borgias) történelmi alapokra épülő kanadai–magyar–ír televíziós sorozat, melyet Neil Jordan készített. Középpontjában a spanyol származású Borgia-család és VI. Sándor pápa (Rodrigo Borgia) uralma áll a 15. századi Itáliában. A jelentős részben Magyarországon forgatott sorozat premierjére az Egyesült Államokban a Showtime-on 2011. április 3-án került sor. Magyarországon az HBO vetítette 2011. június 28-tól. A sorozat 1,06 millió nézővel nyitott, ilyen premierre hét éve nem volt precedens a Showtime-nál, így természetesen megrendelték a folytatást is.
A második évad vetítése 2012. április 9-én kezdődött az Egyesült Államokban. Magyarországon 2012. június 26-ától vetítette az HBO.
A harmadik évad forgatása – mely az előzőekhez hasonlóan tízrészes – 2012 júliusában kezdődött Etyeken, ahol a megelőző évadokat is forgatták. A negyedik, befejező évad a sorozat sikeressége ellenére, különböző okok miatt azonban nem valósult meg.

## Cselekmény
1492-ben VIII. Ince pápa halála után a spanyol származású Rodrigo Borgia bíboros minden eszközt bevet, hogy pápa lehessen. A hatalom megszerzése érdekében nem riad vissza sem zsarolástól, sem vesztegetéstől. Megválasztása után VI. Sándor néven vonult be a pápák történetébe, ám életmódja továbbra sem nevezhető kegyesnek: szeretőt tart, nyíltan vállalt gyermekeit magas pozíciókba helyezi, s ellenfeleit olykor meggyilkoltatja. A pápai állam kemény kezű uralkodója nagyon szereti családját, akik mindet megtesznek apjuk hatalmának megtartásáért az akkoriban még fejedelemségekre, királyságokra szétdarabolt Itáliában: leánya, Lucrezia és tizenhárom éves fia, Joffre érdekházassággal segítik a szövetségesek megtartását, a gátlástalan Cesare bíborosként, a nőcsábász Juan (Giovanni) pedig a pápai hadsereg vezéreként áll apjuk mellett. Az intrikákkal átszőtt történelmi tablón kirajzolódik a kor néhány jellegzetes figurájának – a firenzei tudós politikus, Niccolò Machiavelli, az engesztelhetetlen hitszónok, Savonarola, valamint a Nápolyi Királyságért háborúzó VIII. Károly francia király – arcképe is.
Mivel a sorozatot a stúdió a harmadik szezon után pénzügyi okokból befejezte, nem mutatja végig a Borgia család történetét és annak tragikus végét.

Ronan Vibert (Giovanni Sforza, Perugia hercege) és Gina McKee (Caterina Sforza, Forlì és Imola harcos úrnője)

## Szereplők
- Jeremy Irons (Rodrigo Borgia / VI. Sándor pápa) – magyar hangja Kulka János
- Joanne Whalley (Vannozza, a pápa gyermekeinek anyja) – magyar hangja Pápai Erika
- Colm Feore (Della Rovere bíboros) – magyar hangja Hegedűs D. Géza
- François Arnaud (Cesare Borgia, a pápa fia) – magyar hangja Szatory Dávid
- Sean Harris (Micheletto, bérgyilkos) – magyar hangja Epres Attila
- Peter Sullivan (Sforza bíboros) – magyar hangja Végh Péter
- Derek Jacobi (Orsini bíboros) – magyar hangja Tordy Géza
- Ronan Vibert (Giovanni Sforza, Lucrezia Borgia első férje) – magyar hangja Kálid Artúr
- Lotte Verbeek (Giulia Farnese, a pápa kedvese) – magyar hangja Pálmai Anna
- Holliday Grainger (Lucrezia Borgia, a pápa lánya) – magyar hangja Földes Eszter
- David Oakes (Juan / Giovanni Borgia, a pápa fia, hadvezér) - magyar hangja Fehér Tibor
- Gina McKee (Caterina Sforza, Forlì és Imola úrnője)

## Epizódok
| Évad | Évad | Epizódok | Eredeti sugárzás  | Eredeti sugárzás | Eredeti adó | Magyar sugárzás  | Magyar sugárzás     | Magyar adó |
| Évad | Évad | Epizódok | Évadpremier       | Évadfinálé       | Eredeti adó | Évadpremier      | Évadfinálé          | Magyar adó |
| ---- | ---- | -------- | ----------------- | ---------------- | ----------- | ---------------- | ------------------- | ---------- |
|      | 1    | 9        | 2011. április 3.  | 2011. május 22.  | Showtime    | 2011. június 28. | 2011. július 26.    | HBO        |
|      | 2    | 10       | 2012. április 8.  | 2012. június 17. | Showtime    | 2012. június 26. | 2012. augusztus 28. | HBO        |
|      | 3    | 10       | 2013. április 14. | 2013. június 16. | Showtime    | 2013. május 28.  | 2013. július 30.    | HBO        |

## Készítése
Neil Jordan egész estés mozifilmet tervezett majdnem évtizede dédelgetett tervéből, ám a történet kinőtte a mozifilm kereteit, így végül sorozat lett belőle. A projekt kanadai-ír-magyar koprodukcióban valósult meg, az Egyesült Államokban való forgalmazást a Showtime vállalta. VI. Sándor pápa szerepére az Oscar-díjas Jeremy Ironst sikerült megnyerni, aki bár külsőleg cseppet sem hasonlít a korpulens pápához, feladata a „középkori Keresztapa” manipulatív, megalomániás személyiségének belső megformálása volt. A több ezer szereplő korabeli ruháját tervező Gabriella Pescucci szintén Oscar-díjas; a látványvilágot a kanadai François Séguin tervezte, míg a díszleteket Varga Judit, akiket munkájukért Emmy-díjra jelöltek.
A forgatások az etyeki Korda Filmstúdiókban készültek, a külső helyszínek között Komáromban katonai bázist hoztak létre, de forgattak a nádasdladányi Nádasdy-kastélyban, a budapesti Rudas gyógyfürdőben és az alcsúti arborétumban is.
A sorozat 49 millió dollárba került, és a bemutatkozó részre 1,5 millió néző volt kíváncsi az Egyesült Államokban.

## Díjak, jelölések
Emmy-díjat kapott Trevor Morris a legjobb főcímzene kategóriájában, de jelölték a rendezésért Neil Jordant, a kosztümért Gabriella Pescuccit és Uliva Pizzettit, az operatőri munkáért Paul Sárosyt (akinek magyar a nagyapja), a legjobb utómunkáért Bob Munroe-t, Doug Campbellt, Bill Hallidayt, Juan Jesus Garciát, Luke Groves-t, Seth Martiniukot, Blair Tennessyt. „Art direction” kategóriában Francois Seguin látványtervező, Jonathan McKinstry supervising art director, és Varga Judit berendező volt várományos.

## Külső hivatkozások
- Tartalmi összefoglalók a Hogyvolton
- Díjra jelölték a Borgiák reneszánsz berendezőjét
- A Sorozatjunkie az évadról